# Tanaecia sipora
Tanaecia sipora är en fjärilsart som beskrevs av Corbet 1942. Tanaecia sipora ingår i släktet Tanaecia och familjen praktfjärilar. Inga underarter finns listade i Catalogue of Life.